# Gaio Valerio Potito
Gaio Valerio Potito (fl. IV secolo a.C.) è stato un politico e militare romano del IV secolo a.C.

## Tribunato consolare
Nel 370 a.C. fu eletto tribuno consolare con Servio Sulpicio Pretestato, Aulo Manlio Capitolino, Lucio Furio Medullino Fuso, Servio Cornelio Maluginense e Publio Valerio Potito Publicola.
L'elezione interruppe un periodo di 5 anni, durante il quale a Roma non si erano eletti tribuni consolari, a causa del veto posto dai tribuni della plebe Gaio Licinio Calvo Stolone e Lucio Sextio Laterano, e fu dovuta all'attacco che Velletri portò a Tusculum, città alleata dei Romani.
I Romani respinsero gli attaccanti nella loro città, che fu posta sotto assedio, senza però che i Romani riuscissero ad espugnarla.

### Fonti primarie
- Tito Livio, Ab Urbe condita libri, Libro VI.